# Valdepeñas de la Sierra
Valdepeñas de la Sierra község Spanyolországban, Guadalajara tartományban. Valdepeñas de la Sierra Uceda, Casa de Uceda, Villaseca de Uceda, Matarrubia, Tortuero, Puebla de Valles, El Atazar, Patones és Puebla de la Sierra községekkel határos. Lakosainak száma 149 fő (2024).

## Népesség
A település népessége az utóbbi években az alábbiak szerint változott:
| Lakosok száma | 220  | 191  | 200  | 202  | 198  | 193  | 182  | 152  | 145  | 149  |
|               | 2001 | 2004 | 2006 | 2009 | 2011 | 2014 | 2016 | 2019 | 2021 | 2024 |